# Cronovisore

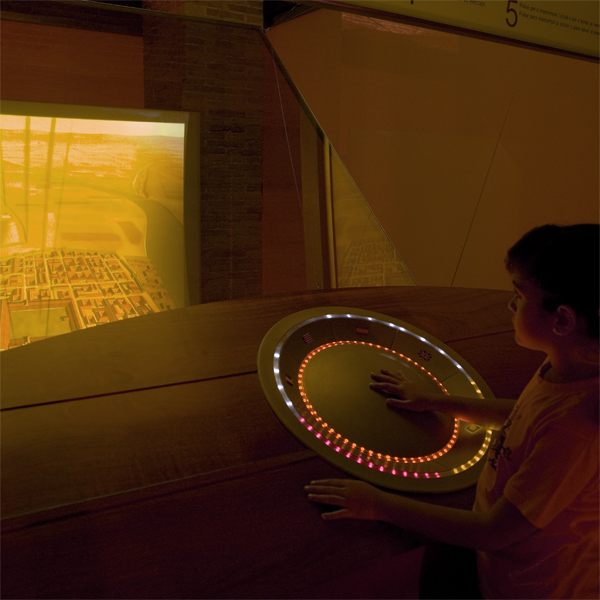
Nell'allestimento del Museo di storia di Valencia, un dispositivo permette ai visitatori di "tornare indietro nel tempo" per vedere il passato.

Il cronovisore (o cronoscopio) è un ipotetico dispositivo in grado di captare e riprodurre immagini e suoni provenienti dal passato.
Lo scrittore di fantascienza Isaac Asimov nel racconto del 1956 Il cronoscopio (The Dead Past) descriveva questa tecnologia immaginaria. Malgrado il nome, non esiste alcuna relazione con il cronoscopio di Hipp, uno strumento meccanico sviluppato da Mathias Hipp per la misurazione di brevi intervalli di tempo con una precisione del millesimo di secondo, né con il cronoscopio inventato dallo scienziato vittoriano Charles Wheatstone per misurare piccoli intervalli di tempo.
Varie opere di fantascienza – anche precedenti ad Asimov – hanno raffigurato la stessa idea, e alcune hanno rappresentato l'ipotesi secondo la quale, realizzando un viaggio interstellare a velocità superluminali e disponendo di adeguate tecnologie di osservazione a distanza, sarebbe possibile osservare il passato della Terra da qualche lontana stella.
L'ipotetica invenzione di un "cronovisore" nei primi anni settanta è stata attribuita a Pellegrino Ernetti, un monaco benedettino italiano; non esiste tuttavia alcuna prova concreta che sia mai stata realizzata una tecnologia simile e il dispositivo non fu mai mostrato in pubblico; inoltre Peter Krassa riporta in un suo testo quella che dichiara essere l'ammissione dello stesso Ernetti circa l'infondatezza delle sue affermazioni.

## Narrativa fantascientifica
Il primo chiaro esempio di cronovisore appare nel racconto L'Historioscope (nella raccolta Fantaisies, 1883) di Eugène Mouton, dove un telescopio elettrico è utilizzato per vedere il passato.
Nel romanzo Il signore del tempo (pubblicato in appendice su Il Resto del Carlino nel 1902 e in volume nel 1904) lo scrittore italiano Giuseppe Lipparini narra dell'invenzione della "fotografia del tempo", uno speciale procedimento fotografico che permette a un astronomo di vedere nel passato, e delle drammatiche conseguenze che ciò comporta al suo ideatore.
Nel romanzo breve del 1947 D come Diamoci Dentro (E for Effort), T. L. Sherred descrive un visualizzatore temporale costruito da un genio povero che non riesce a farsi considerare seriamente. Il genio usa la sua invenzione per creare pellicole storiche che egli poi proietta al pubblico nel suo decrepito cinema. Viene scoperto da un produttore di Hollywood che è in grado di sfruttare l'apparecchio per creare i primi film, poi ricostruzioni storiche e infine documentari politici. L'ultima parte è la sua rovina, dato che egli espone ogni crimine commesso dai leader mondiali in nome del patriottismo e dell'ideologia, con conseguente crollo del governo, seguito da una guerra nucleare.
Per il racconto L'occhio privato (Private Eye) del 1949, Henry Kuttner e C.L. Moore (scrivendo con lo pseudonimo collettivo di Lewis Padgett) immaginano una società in cui la visione del tempo rende virtualmente impossibile commettere omicidi senza essere scoperti, ma che consente eccezioni per temporanea infermità mentale e legittima difesa. Il protagonista si organizza per provocare un attacco da parte della sua vittima, per poi uccidere l'uomo per (apparente) autodifesa. L'arma dell'assassino è un antico bisturi usato come tagliacarte, la cui presenza tra di loro è accuratamente orchestrata dall'assassino. Il racconto è stato trasposto dalla BBC1 nell'episodio The Eye della serie tv antologica di fantascienza Out of the Unknown (stagione 2, episodio 7).
Nel racconto Previdenza (Paycheck) del 1953 di Philip K. Dick, la Rethrick Constructions assume un ingegnere elettronico per costruire una macchina che possa vedere nel futuro. Completato il lavoro, la memoria dell'uomo viene cancellata ed egli si scopre indagato dalla polizia segreta. Il racconto è stato liberamente adattato nel film Paycheck del 2003.
Il racconto Il cronoscopio (The Dead Past) di Isaac Asimov, pubblicato in origine sulla rivista Astounding nell'aprile del 1956, riguarda l'invenzione clandestina di un visualizzatore temporale dopo che la ricerca in quel campo era stata soppressa. La ragione di ciò è rivelata nella conclusione della storia: il monitoraggio temporale col cronoscopio priva le persone della loro privacy. Asimov aveva già narrato della possibilità di vedere (e manipolare) altre epoche nel suo romanzo La fine dell'eternità (The End of Eternity) del 1955.
Il racconto Ti vedo (I See You) di Damon Knight del 1976 descrive un'invenzione che permette al suo operatore di vedere chiunque in qualsiasi punto del tempo.
Nel suo romanzo Millennium del 1983, John Varley concepisce un visore temporale manovrato da viaggiatori temporali attraverso un varco spaziotemporale artificiale chiamato "soglia". La soglia impedisce ai suoi operatori di vedere luoghi in cui sono stati o saranno (fenomeno detto "censura temporale"). Quando la soglia mostra un paradosso temporale, l'immagine sfuma in quanto i futuri alternativi si sovrappongono.
Nel romanzo La luce del passato (The Light of Other Days, 2000), Arthur C. Clarke e Stephen M. Baxter descrivono il concetto di "visualizzatore del tempo" o "cronovisore" come uno strumento che elabora i dati presenti e futuri trasmessi attraverso i corpuscoli della luce che, potendo raggiungere e superare la velocità della luce, con una specie di apparecchio amplificatore riescono a inviare i dati anche dal passato. La trama si dipana su tutta la storia umana fino a giungere al Golgota.
Il racconto Custer's Angel del 2003 di Adrienne Gormley presenta una "Trappola temporale" che il protagonista usa per studiare le storie riguardanti l'uccisore del generale Custer.
Il romanzo ZigZag (2006) di José Carlos Somoza descrive una tecnologia basata sulla teoria delle stringhe che rende possibile produrre immagini fotografiche degli eventi passati.
Altre storie che presentano visualizzatori temporali come parte relativamente minore della trama sono:
- Il senno del poi (Hindsight, 1940), racconto di Jack Williamson
- Le guide del tramonto o Angelo custode (Childhood's End, 1953) di Arthur C. Clarke
- Pastwatch: The Redemption of Christopher Columbus (1996) di Orson Scott Card
- Cowl (2004) di Neal Asher
- The Brightonomicon (2005) di Robert Rankin (dove la tecnologia è chiamata Cronovisione)

## Cinema
- Il raggio invisibile (The Invisible Ray) di Lambert Hillyer (1936).[1]
- I dominatori dell'universo (Masters of the Universe) (1987). Evil-Lyn usa un visore temporale portatile per osservare un combattimento tra He-Man e i propri guerrieri.
- Déjà vu - Corsa contro il tempo (Déjà Vu, 2006) di Tony Scott: nel film è presente un concetto analogo al cronovisore.
- Guardiani della Galassia (Guardians of the Galaxy) (2014). All'inizio del film Peter Quill o Star-Lord usa un visore temporale portatile sul pianeta Morag per assisterlo nel ritrovamento di un antico globo.

## La presunta invenzione di Ernetti
Padre Pellegrino Ernetti (Rocca Santo Stefano, 1925 – Isola di San Giorgio, 1994), monaco benedettino, esperto di musica antica, appassionato di fisica ed elettronica, inoltre esorcista ufficiale del patriarcato di Venezia, iniziò a investigare, a partire dagli anni cinquanta, sulla possibilità di ottenere immagini e suoni del passato e nei primi anni settanta annunciò la scoperta di una macchina, successivamente denominata "cronovisore" (termine creato dallo studioso Luigi Borello), che tuttavia non mostrò mai al pubblico.
L'ipotetica invenzione ebbe la sua notorietà nel 1972, quando La Domenica del Corriere riportò il testo di un'intervista a padre Ernetti sugli esperimenti che lo avrebbero condotto alla costruzione di un apparecchio da lui denominato macchina del tempo. Agli inizi degli anni duemila, François Brune ha ripreso l'argomento, aggiungendo vari dettagli che gli sarebbero stati rivelati da Ernetti.
Padre Ernetti – a colloquio con Vincenzo Maddaloni, giornalista della Domenica del Corriere – spiegò come fosse giunto alla costruzione del cronovisore e quanto affermava di aver visto nel corso della successiva sperimentazione. L'apparecchio sarebbe stato realizzato in una serie di ricerche, svoltesi tra Roma e Venezia, a cui avrebbe collaborato una cerchia di dodici scienziati: gli unici nomi lasciati trapelare furono quelli di Enrico Fermi, Wernher von Braun e Agostino Gemelli.

### Principi di funzionamento
Il principio fisico che sovrintenderebbe al funzionamento di questa macchina sembrerebbe riassumersi nella teoria secondo cui ogni essere vivente lascerebbe dietro di sé, nel tempo, una traccia costituita da una non ben identificata forma di energia. Tali tracce, in forma di energia visiva e sonora, non subirebbero col tempo una cancellazione definitiva, bensì una semplice attenuazione, rimanendo "impresse" nell'ambiente nel quale si manifestarono, confinate in una non meglio specificata "sfera astrale", dalle quali secondo Ernetti sarebbe possibile recuperarle. Nell'intervista a La Domenica del Corriere affermò infatti: «L'intera elaborazione si basa su un principio di fisica accettato da tutti, secondo il quale le onde sonore e visive, una volta emesse, non si distruggono ma si trasformano e restano eterne e onnipresenti, quindi possono essere ricostruite come ogni energia, in quanto esse stesse energia.»
Il suo principio di funzionamento sarebbe in buona sostanza un'applicazione delle teorie di Albert Einstein e agirebbe nel modo seguente: dando per acclarato che la velocità della luce sia la costante finita di cui ci parlano le teorie relativistiche, noi percepiamo in ogni momento l'immagine (e quindi la posizione) che il Sole aveva (circa) 8 minuti prima, dato che la sua distanza media dalla terra è di 150 milioni di km. Il cronovisore permetterebbe di vedere il passato perché, adoperando tecniche non meglio specificate ma – a dire dell'autore – derivate da applicazioni di metodiche usuali, si connetterebbe con la posizione che aveva la terra nel momento in cui si svolgeva l'evento passato. 
In ciò consisterebbe la "sintonizzazione" del cronovisore con l'energia lasciata dall'evento; una sintonia che lo strumento, secondo quanto afferma Ernetti, sarebbe in grado di raggiungere, assicurando la visione e l'ascolto di qualsiasi fatto avvenuto in epoche passate.
Il cronovisore, secondo la descrizione dell'autore, consisteva di tre distinti componenti:
1. una serie di trasduttori e antenne, in una lega di metalli non meglio specificati, garantiva la rivelazione di tutte le lunghezze d'onda del suono e della radiazione elettromagnetica.
2. un modulo in grado di orientarsi sotto la guida delle onde sonore ed elettromagnetiche captate.
3. una serie di dispositivi deputati alla registrazione delle immagini e dei suoni.

### Visioni della storia
Lo scrittore e religioso François Brune ha scritto che padre Ernetti gli avrebbe rivelato alcuni viaggi temporali da lui compiuti con il cronovisore, raccontando di aver voluto «[...] per prima cosa verificare che quello che vedevamo fosse autentico. Così iniziammo con una scena abbastanza recente, della quale avevamo buoni documenti visivi e sonori. Regolammo l'apparecchio su Mussolini che pronunciava uno dei suoi discorsi.»
Presa dimestichezza con il dispositivo: «[...] risalimmo nel tempo, captando Napoleone (se ho ben compreso quello che diceva, era il discorso con il quale annunciava l'abolizione della Serenissima Repubblica di Venezia per proclamare una Repubblica Italiana). Successivamente andammo nell'antichità romana. Una scena del mercato ortofrutticolo di Traiano, un discorso di Cicerone, uno dei più celebri, la prima Catilinaria. Abbiamo visto e ascoltato il famoso: "Quousque tandem Catilina"», tenuto davanti al Senato romano nel 63 a.C., in merito al quale Ernetti commentava: «I suoi gesti, la sua intonazione...com'erano potenti. E che fantastica oratoria!»
Sosteneva inoltre di aver assistito, a una rappresentazione, tenutasi nel 169 a.C., del Tieste, una tragedia del poeta latino Ennio che si riteneva definitivamente perduta, da lui trascritta proprio in quell'occasione.
Ernetti affermava di aver assistito anche alla passione e crocifissione di Gesù Cristo, le cui vicende sarebbero state da lui interamente registrate. Così riferì a padre Brune: «Vidi tutto. L'agonia nel giardino, il tradimento di Giuda, il processo... il calvario.» Della presunta ripresa è stata divulgata unicamente un'istantanea del volto di Cristo. Nel giro di pochi mesi però si scoprì che l'immagine altro non era che la foto di una scultura del Cristo in croce che si trova nel Santuario dell'Amore Misericordioso di Collevalenza, nei pressi di Todi.

### Mancanza di prove
Non esiste a tutt'oggi alcuna prova dell'effettiva realizzazione del cronovisore e del suo funzionamento, all'infuori delle parole del suo autore. Né è disponibile un'esposizione dei principi che ne permetterebbero il funzionamento. La macchina infatti non è mai stata mostrata pubblicamente e lo stesso padre Ernetti, dapprima vago nelle descrizioni, a un certo punto della sua vita si chiuse in un riserbo assoluto sull'apparecchio.
Peter Krassa, autore di un libro sull'argomento, ha riconosciuto in un'intervista l'inesistenza di testimoni attendibili circa l'esistenza del cronovisore, ammettendo inoltre che nessuno, nemmeno chi, come Brune, era a lui molto vicino, aveva mai visto l'apparecchio. Inoltre nessuno degli scienziati che avrebbero preso parte al progetto è stato mai in grado di fornire conferme o smentite: i soli tre nomi trapelati si riferivano o a persone che all'epoca delle dichiarazioni di Ernetti, nel 1972, erano già morte da tempo (Fermi e Gemelli) o, nel caso di von Braun (morto nel 1977), a una personalità vissuta in strettissima sorveglianza per motivi di sicurezza, prima dai nazisti e poi dagli americani, per tutta la sua carriera.
Quanto poi alla presunta ed eccezionale immagine del volto di Cristo, già pochi mesi dopo la sua divulgazione, Alfonso De Silva, un lettore di Roma, in una lettera pubblicata sul Giornale dei misteri nell'agosto 1972, spiegava come essa non fosse null'altro che la fotografia di una scultura lignea, realizzata nel 1931 dallo scultore spagnolo Lorenzo Coullaut Valera, di cui lui era in possesso avendola acquistata per la somma di 100 lire nel Santuario dell'Amore Misericordioso di Collevalenza a Todi, presso cui il crocifisso è conservato dal 1965.
Quanto alla presunta trascrizione del Tieste di Ennio, la sua non autenticità sarebbe stata provata dalla studiosa Katherine Owen Eldred, una classicista di formazione princetoniana, servendosi di argomentazioni puramente linguistiche. La trascrizione infatti, se da un lato include quasi tutti i frammenti già noti dell'opera, dall'altro si rivelerebbe stranamente breve e i frammenti già noti, che precedentemente si riteneva costituissero la decima parte dell'opera, coprirebbero invece ben il 65% dell'intera trascrizione. Inoltre nelle parti nuove ricorrerebbero frequentemente parole appartenenti a una lingua latina di gran lunga posteriore (250 anni) all'epoca della scrittura della tragedia. Infine l'eccessiva frequenza con cui si presentano alcune parole sarebbe indice di varietà lessicale che, se possono esser considerate eccellenti in un latinista moderno (qual era l'Ernetti), risulterebbero invece limitate e povere se attribuite a un sommo poeta come Ennio. Le affermazioni di Katherine Owen Eldred sono state successivamente contestate da François Brune, il quale non possiede però titoli o pubblicazioni specifiche nell'ambito della letteratura classica, ma che nel suo libro sul cronovisore accusa la traduzione della studiosa di essere "frettolosa" e di contenere svariati errori grammaticali e lessicali.
La vicenda del cronovisore ha suscitato polemiche tra chi crede alla sua reale esistenza e chi invece non ne accetta l'esistenza in assenza di prove e argomentazioni verificabili.
Peter Krassa riporta nel testo citato la lettera di un non meglio identificato nipote di Ernetti, che avrebbe raccolto le ultime volontà del monaco sul suo letto di morte. Nella lettera si afferma che Ernetti aveva mentito, che la foto di Cristo non era autentica e che il Tieste l'aveva scritto lui, ma l'aveva fatto perché sperava di riuscire un giorno a trasformare il cronovisore in realtà.